# Olympische Winterspiele 2022/Snowboard
Bei den XXIV. Olympischen Winterspielen 2022 in Peking wurden elf Snowboard-Wettkämpfe ausgetragen. Neben je fünf Entscheidungen in Einzelwettkämpfen bei den Männern und Frauen wurde erstmals im Snowboardcross ein Mixed-Mannschaftswettbewerb als Teil des olympischen Programms ausgetragen. Austragungsort waren das Genting Skiresort sowie das Big Air Shougang für die Big-Air-Wettkämpfe.

## Bilanz

### Medaillenspiegel
| Platz  | Land               | Gold | Silber | Bronze | Gesamt |
| ------ | ------------------ | ---- | ------ | ------ | ------ |
| 1      | Vereinigte Staaten | 3    | 1      | –      | 4      |
| 1      | Österreich         | 3    | 1      | –      | 4      |
| 3      | Kanada             | 1    | 1      | 4      | 6      |
| 4      | Neuseeland         | 1    | 1      | –      | 2      |
| 4      | China              | 1    | 1      | –      | 2      |
| 6      | Japan              | 1    | –      | 2      | 3      |
| 7      | Tschechien         | 1    | –      | –      | 1      |
| 8      | Australien         | –    | 1      | 1      | 2      |
| 8      | Italien            | –    | 1      | 1      | 1      |
| 8      | Slowenien          | –    | 1      | 1      | 2      |
| 11     | Norwegen           | –    | 1      | –      | 1      |
| 11     | Frankreich         | –    | 1      | –      | 1      |
| 11     | Spanien            | –    | 1      | –      | 1      |
| 14     | ROC                | –    | –      | 1      | 1      |
| 14     | Schweiz            | –    | –      | 1      | 1      |
| Gesamt | Gesamt             | 11   | 11     | 11     | 33     |

### Medaillengewinner
Männer
| Disziplin             | Gold                      | Silber              | Bronze              |
| --------------------- | ------------------------- | ------------------- | ------------------- |
| Big Air               | Su Yiming (CHN)           | Mons Røisland (NOR) | Max Parrot (CAN)    |
| Halfpipe              | Ayumu Hirano (JPN)        | Scott James (AUS)   | Jan Scherrer (SUI)  |
| Slopestyle            | Max Parrot (CAN)          | Su Yiming (CHN)     | Mark McMorris (CAN) |
| Parallel-Riesenslalom | Benjamin Karl (AUT)       | Tim Mastnak (SLO)   | Vic Wild (ROC)      |
| Snowboardcross        | Alessandro Hämmerle (AUT) | Éliot Grondin (CAN) | Omar Visintin (ITA) |

Frauen
| Disziplin             | Gold                       | Silber                     | Bronze              |
| --------------------- | -------------------------- | -------------------------- | ------------------- |
| Big Air               | Anna Gasser (AUT)          | Zoi Sadowski-Synnott (NZL) | Kokomo Murase (JPN) |
| Halfpipe              | Chloe Kim (USA)            | Queralt Castellet (ESP)    | Sena Tomita (JPN)   |
| Slopestyle            | Zoi Sadowski-Synnott (NZL) | Julia Marino (USA)         | Tess Coady (AUS)    |
| Parallel-Riesenslalom | Ester Ledecká (CZE)        | Daniela Ulbing (AUT)       | Gloria Kotnik (SLO) |
| Snowboardcross        | Lindsey Jacobellis (USA)   | Chloé Trespeuch (FRA)      | Meryeta Odine (CAN) |

Mixed
| Disziplin      | Gold                                        | Silber                               | Bronze                              |
| -------------- | ------------------------------------------- | ------------------------------------ | ----------------------------------- |
| Snowboardcross | Nick Baumgartner / Lindsey Jacobellis (USA) | Omar Visintin / Michela Moioli (ITA) | Éliot Grondin / Meryeta Odine (CAN) |

## Qualifikation
| NOK                | Männer | Männer | Männer | Männer | Frauen | Frauen | Frauen | Frauen | Mixed | Gesamt |
| NOK                | HP     | PRS    | SC     | SS/BA  | HP     | PRS    | SC     | SS/BA  | SC    | Gesamt |
| ------------------ | ------ | ------ | ------ | ------ | ------ | ------ | ------ | ------ | ----- | ------ |
| Andorra            |        |        |        |        |        |        | 1      |        |       | 1      |
| Australien         | 2      |        | 4      | 1      | 1      |        | 2      | 1      | X     | 11     |
| Belgien            |        |        |        |        |        |        |        | 1      |       | 1      |
| Bulgarien          |        | 1      |        |        |        |        |        |        |       | 1      |
| China              | 3      | 1      | 1 0    | 1      | 4      | 2      | 1      | 1      |       | 13     |
| Deutschland        | 3      | 3      | 3      | 2      | 1      | 4 3    | 1      | 1      | X     | 17     |
| Finnland           |        |        |        | 2      |        |        |        | 2      |       | 4      |
| Frankreich         | 1      |        | 3      |        |        |        | 4      | 1      | 2X    | 9      |
| Großbritannien     |        |        | 1      |        |        |        | 1      | 1      | X     | 3      |
| Irland             | 1      |        |        |        |        |        |        |        |       | 1      |
| Italien            | 2      | 4      | 4      | 1      |        | 2      | 4      |        | 2X    | 17     |
| Japan              | 4      | 1 0    | 1      | 4      | 4      | 2      | 1      | 4      | X     | 20     |
| Kanada             | 1      | 3      | 3      | 4      | 2      | 3      | 4      | 4 3    | 2X    | 23     |
| Kroatien           |        |        |        |        |        |        |        | 1      |       | 1      |
| Malta              |        |        |        |        | 1      |        |        |        |       | 1      |
| Neuseeland         | 1 0    |        |        | 1      |        |        |        | 2      |       | 3      |
| Niederlande        |        |        | 1      | 1      |        | 1      |        | 1      |       | 4      |
| Norwegen           |        |        |        | 3      |        |        |        | 2 1    |       | 4      |
| Österreich         |        | 4      | 4      | 1      |        | 4 3    | 1      | 1      | X     | 14     |
| Polen              |        | 2      |        |        |        | 3      |        |        |       | 5      |
| ROC                |        | 4      | 1      | 1      |        | 4      | 4      |        | X     | 14     |
| Slowakei           |        |        |        |        |        |        |        | 1      |       | 1      |
| Slowenien          | 1      | 3      |        |        |        | 1      |        | 1      |       | 6      |
| Südkorea           |        | 2      |        |        | 2 1    | 1      |        |        |       | 4      |
| Spanien            |        |        | 1      |        | 1      |        |        |        |       | 2      |
| Schweden           |        |        |        | 2      |        |        |        |        |       | 2      |
| Schweiz            | 3      | 3      | 1      | 2      | 3 1    | 4      | 4 3    | 2      | X     | 19     |
| Tschechien         |        |        | 1      |        | 1      | 2      | 2 1    | 1      | X     | 6      |
| Ukraine            |        |        |        |        |        | 1      |        |        |       | 1      |
| Ungarn             |        |        |        |        | 1      |        |        |        |       | 1      |
| Vereinigte Staaten | 4      | 2      | 4      | 4      | 4      |        | 4      | 4      | 2X    | 26     |
| Gesamt: 29 NOKs    | 25     | 32     | 32     | 30     | 22     | 32     | 32     | 30     | 16    | 235    |

## Zeitplan
| Datum       | Ortszeit | MEZ  | Disziplin                    |
| ----------- | -------- | ---- | ---------------------------- |
| 5. Februar  | 10:45    | 3:45 | Slopestyle Frauen            |
| 6. Februar  | 9:30     | 2:30 | Slopestyle Frauen            |
| 6. Februar  | 12:30    | 5:30 | Slopestyle Männer            |
| 7. Februar  | 12:00    | 5:00 | Slopestyle Männer            |
| 8. Februar  | 10:40    | 3:40 | Parallel-Riesenslalom Frauen |
| 8. Februar  | 10:40    | 3:40 | Parallel-Riesenslalom Männer |
| 9. Februar  | 9:30     | 2:30 | Halfpipe Frauen              |
| 9. Februar  | 11:00    | 4:00 | Snowboardcross Frauen        |
| 9. Februar  | 12:30    | 5:30 | Halfpipe Männer              |
| 10. Februar | 9:00     | 2:00 | Halfpipe Frauen              |
| 10. Februar | 11:15    | 4:15 | Snowboardcross Männer        |
| 11. Februar | 9:30     | 2:30 | Halfpipe Männer              |
| 12. Februar | 10:00    | 3:00 | Mixed Snowboardcross         |
| 14. Februar | 9:30     | 2:30 | Big Air Frauen               |
| 14. Februar | 13:30    | 6:30 | Big Air Männer               |
| 15. Februar | 9:30     | 2:30 | Big Air Frauen               |
| 15. Februar | 13:00    | 6:00 | Big Air Männer               |

## Ergebnisse

### Männer

#### Big Air
| Platz | Land | Athlet              | Punkte |
| ----- | ---- | ------------------- | ------ |
| 1     | CHN  | Su Yiming           | 182,50 |
| 2     | NOR  | Mons Røisland       | 171,75 |
| 3     | CAN  | Max Parrot          | 170,25 |
| 4     | JPN  | Hiroaki Kunitake    | 166,25 |
| 5     | USA  | Redmond Gerard      | 165,75 |
| 6     | NED  | Niek van der Velden | 162,00 |
| 7     | USA  | Chris Corning       | 156,00 |
| 8     | NOR  | Marcus Kleveland    | 150,00 |

Qualifikation: 14. Februar 2022, 13:30 Uhr (Ortszeit), 6:30 Uhr (MEZ)
Finale: 15. Februar 2022, 13:00 Uhr (Ortszeit), 6:00 Uhr (MEZ)

#### Halfpipe
| Platz | Land | Athlet           | Punkte |
| ----- | ---- | ---------------- | ------ |
| 1     | JPN  | Ayumu Hirano     | 96,00  |
| 2     | AUS  | Scott James      | 92,50  |
| 3     | SUI  | Jan Scherrer     | 87,25  |
| 4     | USA  | Shaun White      | 85,00  |
| 5     | USA  | Taylor Gold      | 81,75  |
| 6     | AUS  | Valentino Guseli | 79,75  |
| 7     | USA  | Chase Josey      | 79,50  |
| 8     | GER  | André Höflich    | 76,00  |

Qualifikation: 9. Februar 2022, 12:30 Uhr (Ortszeit), 5:30 Uhr (MEZ)
Finale: 11. Februar 2022, 9:30 Uhr (Ortszeit), 2:30 Uhr (MEZ)

#### Slopestyle
| Platz | Land | Athlet         | Punkte |
| ----- | ---- | -------------- | ------ |
| 1     | CAN  | Max Parrot     | 90,96  |
| 2     | CHN  | Su Yiming      | 88,70  |
| 3     | CAN  | Mark McMorris  | 88,53  |
| 4     | USA  | Redmond Gerard | 83,25  |
| 5     | ITA  | Emiliano Lauzi | 80,01  |
| 6     | USA  | Chris Corning  | 65,11  |
| 7     | NOR  | Mons Røisland  | 63,33  |
| 8     | JPN  | Kaito Hamada   | 59,36  |

Qualifikation: 6. Februar 2022, 12:30 Uhr (Ortszeit), 5:30 Uhr (MEZ)
Finale: 7. Februar 2022, 12:00 Uhr (Ortszeit), 5:00 Uhr (MEZ)

#### Parallel-Riesenslalom
| Platz | Land | Athlet             |
| ----- | ---- | ------------------ |
| 1     | AUT  | Benjamin Karl      |
| 2     | SLO  | Tim Mastnak        |
| 3     | ROC  | Vic Wild           |
| 4     | ITA  | Roland Fischnaller |
| 5     | KOR  | Lee Sang-ho        |
| 6     | AUT  | Andreas Prommegger |
| 7     | POL  | Oskar Kwiatkowski  |
| 8     | AUT  | Alexander Payer    |

Datum: 8. Februar 2022, 10:40 Uhr (Ortszeit), 3:40 Uhr (MEZ)

#### Snowboardcross
| Platz | Land | Athlet              |
| ----- | ---- | ------------------- |
| 1     | AUT  | Alessandro Hämmerle |
| 2     | CAN  | Éliot Grondin       |
| 3     | ITA  | Omar Visintin       |
| 4     | AUT  | Julian Lüftner      |
| 5     | FRA  | Merlin Surget       |
| 6     | USA  | Jake Vedder         |
| 7     | ESP  | Lucas Eguibar       |
| 8     | ITA  | Tommaso Leoni       |

Datum: 10. Februar 2022, 14:00 Uhr (Ortszeit), 7:00 Uhr (MEZ)

### Frauen

#### Big Air
| Platz | Land | Athletin             | Punkte |
| ----- | ---- | -------------------- | ------ |
| 1     | AUT  | Anna Gasser          | 185,50 |
| 2     | NZL  | Zoi Sadowski-Synnott | 177,00 |
| 3     | JPN  | Kokomo Murase        | 171,50 |
| 4     | JPN  | Reira Iwabuchi       | 166,00 |
| 5     | CHN  | Rong Ge              | 160,00 |
| 6     | NED  | Melissa Peperkamp    | 141,75 |
| 7     | CAN  | Jasmine Baird        | 130,00 |
| 8     | CAN  | Laurie Blouin        | 115,00 |

Qualifikation: 14. Februar 2022, 9:30 Uhr (Ortszeit), 2:30 Uhr (MEZ)
Finale: 15. Februar 2022, 9:30 Uhr (Ortszeit), 2:30 Uhr (MEZ)

#### Halfpipe
| Platz | Land | Athletin          | Punkte |
| ----- | ---- | ----------------- | ------ |
| 1     | USA  | Chloe Kim         | 94,00  |
| 2     | ESP  | Queralt Castellet | 90,25  |
| 3     | JPN  | Sena Tomita       | 88,25  |
| 4     | CHN  | Cai Xuetong       | 81,25  |
| 5     | JPN  | Ruki Tomita       | 80,50  |
| 6     | CAN  | Elizabeth Hosking | 79,25  |
| 7     | SUI  | Berenice Wicki    | 76,25  |
| 8     | CHN  | Liu Jiayu         | 73,50  |

Qualifikation: 9. Februar 2022, 9:30 Uhr (Ortszeit), 2:30 Uhr (MEZ)
Finale: 10. Februar 2022, 9:30 Uhr (Ortszeit), 2:30 Uhr (MEZ)

#### Slopestyle
| Platz | Land | Athletin             | Punkte |
| ----- | ---- | -------------------- | ------ |
| 1     | NZL  | Zoi Sadowski-Synnott | 92,88  |
| 2     | USA  | Julia Marino         | 87,68  |
| 3     | AUS  | Tess Coady           | 84,15  |
| 4     | CAN  | Laurie Blouin        | 81,41  |
| 5     | JPN  | Reira Iwabuchi       | 80,03  |
| 6     | AUT  | Anna Gasser          | 75,33  |
| 7     | FIN  | Enni Rukajärvi       | 71,45  |
| 8     | GER  | Annika Morgan        | 64,13  |

Qualifikation: 5. Februar 2022, 10:45 Uhr (Ortszeit), 3:45 Uhr (MEZ)
Finale: 6. Februar 2022, 9:30 Uhr (Ortszeit), 2:30 Uhr (MEZ)

#### Parallel-Riesenslalom
| Platz | Land | Athletin                   |
| ----- | ---- | -------------------------- |
| 1     | CZE  | Ester Ledecká              |
| 2     | AUT  | Daniela Ulbing             |
| 3     | SLO  | Gloria Kotnik              |
| 4     | NED  | Michelle Dekker            |
| 5     | GER  | Ramona Theresia Hofmeister |
| 6     | AUT  | Julia Dujmovits            |
| 7     | GER  | Carolin Langenhorst        |
| 8     | POL  | Aleksandra Król            |

Datum: 8. Februar 2022, 10:40 Uhr (Ortszeit), 3:40 Uhr (MEZ)

#### Snowboardcross
| Platz | Land | Athletin                        |
| ----- | ---- | ------------------------------- |
| 1     | USA  | Lindsey Jacobellis              |
| 2     | FRA  | Chloé Trespeuch                 |
| 3     | CAN  | Meryeta Odine                   |
| 4     | AUS  | Belle Brockhoff                 |
| 5     | FRA  | Julia Pereira de Sousa Mabileau |
| 6     | CAN  | Tess Critchlow                  |
| 7     | USA  | Stacy Gaskill                   |
| 8     | ITA  | Michela Moioli                  |

Datum: 9. Februar 2022, 11:00 Uhr (Ortszeit), 4:00 Uhr (MEZ)

### Mixed

#### Snowboardcross Team-Event
| Platz | Land | Athleten                            |
| ----- | ---- | ----------------------------------- |
| 1     | USA  | Lindsey Jacobellis Nick Baumgartner |
| 2     | ITA  | Michela Moioli Omar Visintin        |
| 3     | CAN  | Meryeta Odine Éliot Grondin         |
| 4     | ITA  | Caterina Carpano Lorenzo Sommariva  |
| 5     | GER  | Jana Fischer Martin Nörl            |
| 6     | GBR  | Charlotte Bankes Huw Nightingale    |
| 7     | SUI  | Sophie Hediger Kalle Koblet         |
| 8     | ROC  | Kristina Paul Daniil Donskich       |

Datum: 12. Februar 2022, 10:00 Uhr (Ortszeit), 3:00 Uhr (MEZ)